# Імблер (Орегон)
Імблер (англ. Imbler) — місто (англ. city) в США, в окрузі Юніон штату Орегон. Населення — 245 осіб (2020).

## Географія
Імблер розташований за координатами 45°27′44″ пн. ш. 117°57′47″ зх. д. / 45.46222° пн. ш. 117.96306° зх. д. (45.462096, -117.963164).  За даними Бюро перепису населення США в 2010 році місто мало площу 0,57 км², уся площа — суходіл.

## Демографія
Згідно з переписом 2010 року, у місті мешкало 306 осіб у 114 домогосподарствах у складі 90 родин. Густота населення становила 540 осіб/км².  Було 119 помешкань (210/км²).
Расовий склад населення:
| - 93,8 % — білих - 1,3 % — вихідців з тихоокеанських островів - 1,0 % — корінних американців - 2,6 % — осіб інших рас |

До двох чи більше рас належало 1,3 %. Частка іспаномовних становила 2,6 % від усіх жителів.
За віковим діапазоном населення розподілялося таким чином: 24,5 % — особи молодші 18 років, 65,4 % — особи у віці 18—64 років, 10,1 % — особи у віці 65 років та старші. Медіана віку мешканця становила 43,0 року. На 100 осіб жіночої статі у місті припадало 101,3 чоловіків;  на 100 жінок у віці від 18 років та старших — 104,4 чоловіків також старших 18 років.
Середній дохід на одне домашнє господарство  становив 62 388 доларів США (медіана — 46 875), а середній дохід на одну сім'ю — 73 992 долари (медіана — 67 083). Медіана доходів становила 46 154 долари для чоловіків та 38 125 доларів для жінок. За межею бідності перебувало 12,7 % осіб, у тому числі 13,2 % дітей у віці до 18 років та 14,9 % осіб у віці 65 років та старших.
Цивільне працевлаштоване населення становило 158 осіб. Основні галузі зайнятості: освіта, охорона здоров'я та соціальна допомога — 24,1 %, науковці, спеціалісти, менеджери — 13,3 %, роздрібна торгівля — 12,7 %.